# Đeni Dekleva-Radaković
Đeni Dekleva-Radaković, hrvatska skladateljica i pijanistica.
Rođena u Pazinu. Srednje glazbeno obrazovanje stekla je u Glazbenoj školi Ivana Matetića Ronjgova u Puli. Školovanje nastavlja na studiju harmonike u Trossingenu, Njemačka, te se nakon završetka solističke klase vraća u Istru. Odlazi zatim u Ljubljanu gdje na Akademiji za glasbo 1975. godine diplomira na studiju kompozicije u klasi prof. Dane Škerla. Diplomirala je i klavir u klasi prof. Hilde Horak.
Aktivno djeluje kao skladatelj a skladbe joj se izvode na koncertnim podijima i natjecanjima u Hrvatskoj, Italiji, Sloveniji, Ukrajini, Irskoj, Njemačkoj, Finskoj, Čileu. Mnoge su joj skladbe tiskane, primjerice: 
- Glazbena slikovnica za dječje i omladinske zborove (1991.),
- Zbirka za harmoniku 2002.),
- Zbirka skladbi za klavir (2004.),
- Dvije suite za glasovir (2004.),
- Zbirka dječjih istarskih pjesam (2005.),
- Solo skladbe za harmoniku (2007. i td.

Bavi se umjetničkom djelatnošću kao solist i kao član Dua „Istria“, Dua „Romantico“ i Dua „Arioso“, te nastupa diljem bivše Jugoslavije, Hrvatske, Italije, Češke, Slovačke, Njemačke, Francuske ...
Članica je prosudbenih sudova na raznim natjecanjima u zemlji i inozemstvu, te članica 
- Hrvatskog društva skladatelja,
- Hrvatskog društva glazbenih teoretičara,
- Hrvatskog društva harmonikaških pedagoga,
- FIA Freundeskreis Internationale Akkordeonwettbewerke u Klingenthalu, Njemačka, te
- Hrvatskog društva glazbenih umjetnika od kojeg je 2007. godine dobila povelju za tridesetgodišnji pedagoški i umjetnički rad.

Predsjednica je programskog odbora susreta zborova „Naš kanat je lip“ u Poreču od 2003. godine.
Izvanredni je profesor za predmete Polifonija i harmonija na klaviru, te Poznavanje literature za klasičnu harmoniku na Glazbenom odsjeku – Glazbena pedagogija i Harmonika na Sveučilištu Jurja Dobrile u Puli.